# 39.ª Divisão (Japão)
A 39ª Divisão foi uma divisão de infantaria do Império do Japão que serviu durante a Segunda Guerra Mundial. A divisão foi formada 30 de junho de 1939 em Hiroshima, sendo desmobilizada no mês de setembro de 1945 com o fim da guerra.

## Comandantes
| Comandante                   | Data                                            |
| ---------------------------- | ----------------------------------------------- |
| Lt. General Keisaku Murakami | 2 de outubro de 1939 - 3 de setembro de 1941    |
| Lt. General Raishiro Sumida  | 3 de setembro de 1941 - 22 de novembro de 1944  |
| Lt. General Shinnosuke Sasa  | 22 de novembro de 1944 - 30 de setembro de 1945 |

## Subordinação
- 11º Exército - 2 de outubro de 1939
- 34º Exército - julho de 1944
- 30º Exército - julho de 1945

## Ordem da Batalha
- 39. Grupo de Infantaria (desmobilizada no dia 7 de janeiro de 1944)
- 231. Regimento de Infantaria
- 232. Regimento de Infantaria
- 233. Regimento de Infantaria
- 39. Regimento de Reconhecimento
- 39. Regimento de Artilharia de Campo
- 39. Regimento de Engenharia
- 39. Regimento de Transporte
- Unidade de comunicação